# 肖恩·奧海爾
肖恩·奧海爾（英語：Sean O'Hair；1982年7月11日—）是一位美國高爾夫球運動員，他現在參加PGA巡迴賽的賽事。奧海爾迄今已經獲得四次PGA巡迴賽賽事的冠軍。